# 아카데미 과학기술상
아카데미 과학기술상(영어: Academy Scientific and Technical Award)은 아카데미상의 종류 중 하나이다. 이 상의 특징은 특정 영화에 직접 관련된 상품이 아니라 영화에 공헌한 중요한 기술, 기술자에게 수여되는 상이다. 시상식은 일반적으로 아카데미 시상식보다 빨리 진행된다.